# Xô viết
Xô viết (phiên âm từ Soviet, tiếng Nga: Совет, đã Latinh hoá: Sovet, nghĩa là hội đồng) là tên gọi chung cho các cơ quan đại biểu dân cử của các địa phương tại Đế quốc Nga, Liên Xô, Cộng hòa Liên bang Nga và một vài quốc gia khác từ giai đoạn 1917 tới năm 1993. Ý nghĩa ban đầu của nó là để chỉ các hội đồng tự quản tại các địa phương với thành phần gồm nhiều giai cấp, đảng phái. Tuy vậy, kể từ khi Nhà nước Liên bang Xô Viết (Liên Xô) thành lập năm 1922, do trùng lặp tên gọi nên khái niệm "Xô viết" thường được coi là đồng nhất với Nhà nước Liên Xô, dẫn tới sự lẫn lộn giữa 2 khái niệm này trong nhiều tài liệu.

## Tại Đế quốc Nga trước cách mạng tháng Mười
Theo tài liệu chính thức của Liên Xô thì Xô viết đầu tiên được thành lập trong thời gian của Cách mạng Nga lần thứ nhất, vào tháng 5 năm 1905 tại Ivanovo-Voznesensk (ngày nay là Ivanovo). Tuy nhiên, trong hồi ký của mình, Volin cho rằng ông đã chứng kiến sự thành lập của Xô viết Sankt-Peterburg vào tháng 1 năm đó. Xô viết này cùng các xô viết khác đã được tổ chức như là các cơ quan đại diện cho quyền lợi của các tầng lớp dân cư cụ thể và trấn áp các hành vi phản kháng.
Ban đầu các Xô viết là các cố gắng của tầng lớp thường dân trong việc thực thi dân chủ trực tiếp. Những người theo chủ nghĩa Marx tại Nga đã biến các xô viết thành công cụ chống lại nhà nước Đế quốc Nga trong giai đoạn từ Cách mạng tháng Hai tới Cách mạng Tháng Mười năm 1917. Khi đó Xô viết Petrograd là một quyền lực chính trị hùng mạnh. Khẩu hiệu Вся власть советам ("Toàn thể chính quyền về tay Xô viết") đã từng rất phổ biến trong việc chống lại chính phủ lâm thời của A. F. Kerensky.

## Liên Xô
Ngay sau Cách mạng tháng 10 Nga, các Xô viết, đã được tổ chức thành các thể chế lớn hơn, hình thành nên nền tảng mới cho việc điều hành xã hội sau cách mạng thông qua hình thức dân chủ kiểu xô viết. Khi đó tất cả các đảng phái đã hợp nhất trong Quốc hội lập hiến. Tuy nhiên, sau khoảng 1 năm tranh cãi và thảo luận trong phạm vi đảng của những người Bolshevik thì kết quả là sự thay đổi đáng kể trong chính sách của đảng. Những người Bolshevik chấp nhận quan điểm cho rằng Quốc hội lập hiến là một thể chế dân chủ kiểu tư sản, và nó là ngược lại với kiểu dân chủ trực tiếp của giai cấp công nhân mà đại diện là các xô viết. Vì thế, Quốc hội lập hiến sau Cách mạng tháng 10 đã bị giải tán với sự ủng hộ đại trà của tầng lớp lao động khu vực thành thị, dẫn tới sự gia tăng cường độ của nội chiến Nga (1917-1921). Những người Bolshevik và những người xã hội cánh tả cùng nhau chiếm phần lớn số ghế trong Đại hội các Xô viết và lập ra một chính phủ liên minh, kéo dài cho tới khi những người xã hội cánh tả rút khỏi liên minh vào mùa hè năm 1918.
Từ sau năm 1922, các Xô viết đã chính thức trở thành các cơ quan quyền lực nhà nước ở các cấp. Theo thời gian, sự độc lập của các xô viết đã bị thay thế dần bằng quyền lực từ trên xuống dưới của chế độ quản lý ngày càng tập trung hóa, dựa trên hệ thống cấp bậc chặt chẽ về quyền lực trong Đảng Cộng sản Liên Xô. Các "Xô viết tại Liên Xô" khác với các "Xô viết tại Đế quốc Nga trước năm 1917" (tổ chức chính quyền theo kiểu đại biểu dân cử truyền thống) ở các điểm sau:
1. Năm 1917 – nguyên lý kinh điển để thành lập: ban đầu – Xô viết đại biểu công nhân, sau đó – Xô viết đại biểu công nhân, nông dân và binh sĩ, muộn hơn nữa là Xô viết đại biểu người lao động, tên gọi cuối cùng – Xô viết đại biểu nhân dân. Sự hạn chế theo giai cấp trong việc tham gia vào các Xô viết và bầu cử các Xô viết đã bị bãi bỏ bằng Hiến pháp Liên Xô năm 1936.
2. Tới năm 1919 – Quyền lực vô hạn: Do những người Bolshevik không công nhận học thuyết Tam quyền phân lập nên các xô viết có quyền tham dự và xem xét mọi vấn đề, liên quan tới các thẩm quyền như lập pháp và hành pháp.
3. Khả năng miễn nhiệm đại biểu vào bất kỳ thời gian nào.
4. Tới năm 1937 – Hệ thống tổ chức nhiều cấp: Các xô viết cấp cao hơn không được dân chúng mà do các xô viết cấp thấp hơn bầu ra.

## Bãi bỏ chế độ Xô viết
Năm 1993, trong quá trình của khủng hoảng hiến pháp thì tổng thống Nga B.N. Yeltsin đã ra sắc lệnh bãi bỏ các xô viết, bắt đầu bằng việc giải tán Đại hội Đại biểu Nhân dân và Xô viết Tối cao, sau đó là các Xô viết ở mọi cấp.
Trong thời gian sau này, một số cơ quan đại biểu dân cử của một vài khu vực và một số tổ chức thị chính cũng được gọi là Xô viết, nhưng nó chỉ là việc đặt tên theo truyền thống và không có gì giống với các Xô viết trước đây.